# デフロック
デフロック (Diff-Lock) とは、自動車の差動装置（デファレンシャル）のバリエーションの一つである。日本語では差動固定装置（さどうこていそうち）やデファレンシャルロックとも呼ばれ、英語圏ではロッキング・デファレンシャル (Locking Differential) やロッカー (Locker) と呼ばれる場合もある。デフロックはいくつかの条件下では標準的な差動装置（オープンデフ）と比較してトラクション（牽引力、駆動力）が向上する可能性がある。オープンデフが左右の車輪に掛かる抵抗に応じて左右の車輪の回転数を可変するのに対して、デフロックは左右の車輪の駆動状態に関係なく、常に同じ回転速度で双方の車輪を回転させ続けるためである。
デフロックには、駆動輪の車軸（アクスル）の差動装置を固定する「アクスルデフロック」と、四輪駆動（4WD）や全輪駆動（AWD）の一部に用いられている、前後軸の回転速度の差を吸収する差動装置であるセンターデフを固定する「センターデフロック」の2種類がある。

## 概要
車軸を持つ車両が歴史に登場して以降、カーブを曲がる際の左右車輪の回転数の差を吸収し、より旋回が容易となることを目的にしてオープンデフの概念が登場した。しかし、オープンデフには欠点もあり、左右車輪の駆動状態に応じて1から100までの比率で駆動力（トルク）を分配するため、仮に脱輪などにより片方の車輪が完全に空転してしまうと、駆動力の分配比率が0:100となり、接地している側の車輪に全く駆動力が伝わらなくなってしまう。これは4WDでも同様のことが言え、トランスファー内にオープンデフが内蔵されている車両では、スタックなどによって1輪が空転した場合でも、接地している他の車輪全体に全く駆動力が伝わらなくなってしまう。
デフロックは車軸の上の両方の車輪（4WDではプロペラシャフト間の両方の車軸）を、何らかの機構により直結状態とすることにより、上記のようなオープンデフの主要な欠点を克服するために開発されたもので、本質的には差動装置を全く持たない車軸と同様の効果を果たす。これにより、何らかの理由で1輪（1軸）が完全に空転状態となった場合でも、デフロックを作動させることでデフの両側の車輪（車軸）を50:50の比率で常時回転させ続けることができるようになる。
デフロックを解除しているときはオープンデフと同じような動作を行うため、左右の車輪が異なる速度で回転するようになり、旋回時に内側の車輪が空転するのを避けられるようになる。オープンデフやデフロック解除時は、常にその車軸の二つの車輪にそれぞれ同じトルク（回転力）を伝えようとする。そのため、左右の車輪の回転差を検知するとそれぞれを異なる速度で回転させる結果となるのだが、これは同時に片方の車輪が何らかの理由により固定されるなどして完全に停止している場合、もう片方のみが回転し続ける結果（左右均等トルク、不等回転速度）ともなる。
これとは対照的に、デフロック作動時には同じ車軸に固定された左右車輪は、各車輪のトラクションの状態に関係なく、ほぼ全ての状況下で同じ回転数で回り続けるようになる。従って、左右の車輪に伝わるトルクそのものは不平等（左右不等トルク、同一回転速度）となる。ただし、この原則は下記に示す自動デフロックの場合には例外となる場合がある。
デフロックは各車輪のそれぞれのトラクションが極端に異なる場合にのみ、オープンデフと比較して大幅に優れたトラクション性能を提供することができる。それ以外の状況下、とりわけ舗装路面でのコーナリング時などでは、内輪差による左右車輪の回転差を吸収できないため、アンダーステアなどの旋回性能の低下という結果を招くのみとなる。
上記の全ての記述は、前後の各車軸とセンターデフの全てに当てはまることになる。従って、フルタイム4WD車は前後およびセンターデフの3箇所全てに差動装置を持つこととなる。パートタイム4WDでは、センターデフでの4WD切り換え操作そのものがデフロックと同様の効果を生む場合もあるが、特殊なオフロード走行に用いられる車両の中には前後の各車軸とセンターデフのいずれか、あるいは全てに対してデフロックを装備する場合がある。フルタイム4WDでも、ラリーなど使用用途によりセンターデフなどにデフロックが追加される場合もある。

## 種類

### 自動式デフロック
自動式デフロック（オート・デフロック、Automatic locker）とは、運転手の直接的な作動指令なしに自動的に固定と解除を行うデフロックである。自動式デフロックは設計上、直進中は常時固定とされるため各車輪のトラクション状態に関係なく常時エンジン回転数が均等に車輪に伝達され、コーナリング時など各車輪の回転数が変化する必要がある場合にのみ固定が解除される。その場合であっても、自動式デフロックはその制御下にある車輪のいずれかが、デフキャリアまたは車軸全体の回転速度よりも遅く回転することはシステムとして許容しておらず、速く回転する場合のみ回転差が発生することを許容する設計である。このタイプのデフロックで最も一般的で著名なものは、マッスルカー時代のアメリカ車でポピュラーであった、デフキャリア全体を置き換える形で実装されデトロイト・ノースピン(Detroit No-Spin)の別名でも知られたデトロイト・ロッカー(Detroit Locker)であろう。他には、純正デフキャリアをそのまま使用し、内部のスパイダー・ギアとアクスルシャフトのみを交換する形でデフロックのためのインターロッキング・プレートが内蔵される、ランチボックス・ロッカー(en:Lunchbox locker)と呼ばれたものも著名であった。いずれの自動デフロックでも、左右の車輪のトラクションが等しい条件下でコーナリングを行う場合にはオープンデフと同程度の差動を行い、それ以外の条件下ではトラクションの状態に従って自動的に両方のアクスルシャフトを直結状態とした。いずれのものも外部に制御装置の類は必要なく、車軸の回転より車輪の速度が速くなった場合のみに遠心力でデフロックユニットのインターロッキング・プレート（ドグクラッチ）の噛み合いが外れてフリーとなり、車軸の回転と車輪の速度が同一または車輪の速度が遅くなると、遠心力で離れていたプレートはスプリングで押し戻されて再び噛み合い、直結状態となる比較的簡素な仕組みである。
- 長所: 自動的に作動し、運転手の操作は一切必要ない。作動・解除の際に停止を行う必要もない。
- 短所: 運転中の車体の挙動とタイヤの摩耗に大きな影響を与える。上記の通り、差動機能を有するとはいえども、通常のオープンデフと異なり車輪が車軸よりも遅く回転する事は許容しないシステムのため、コーナリングの際にある一定の局面まではデフロック状態のためにヘビー・アンダーステア特性を示し、コーナー外側の車輪が車軸よりも速く回る必要がある局面に差し掛かると差動機能が働き始め一気にパワー・オーバーステア特性に遷移することが特徴であった。

その他のいくつかの自動式デフロックでは、ホイールスピンが発生するまではオープンデフとして動作し、ホイールスピンを検知するとデフロック状態になるものも存在した。この形式のものは一般的に左右車輪の回転速度差を検知するために、内蔵されたガバナーを使用した。この形式のものはゼネラルモーターズではGov-Lokと呼ばれた。
さらにその他のいくつかの自動式デフロックでは、高トルクが掛かるまではオープンデフとして動作し、高トルクを検知するとデフロック状態になるものも存在した。この形式のものは非常に高いフリクション特性を持つ歯車が内蔵されており、今日のトルク感応型LSDに近いものである。この形式のものはZFのsliding pins and camsとして、初期のフォルクスワーゲンに採用されたものが知られている。
日本では、トヨタ・ランドクルーザーやスズキ・ジムニーなどクロカン4WD向けのアフターマーケットパーツとして、ロックライト(Lock Right)の名称で販売されるものがこの形式の中では比較的著名である。ロックライトは上記のものとは異なり、エンジンからのトルク伝達時（スロットルを開いているとき）にのみデフロック状態となり、スロットルを戻して車軸からバックトルクが掛かっている際にはロックが解除される仕組みである。

### 選択式デフロック

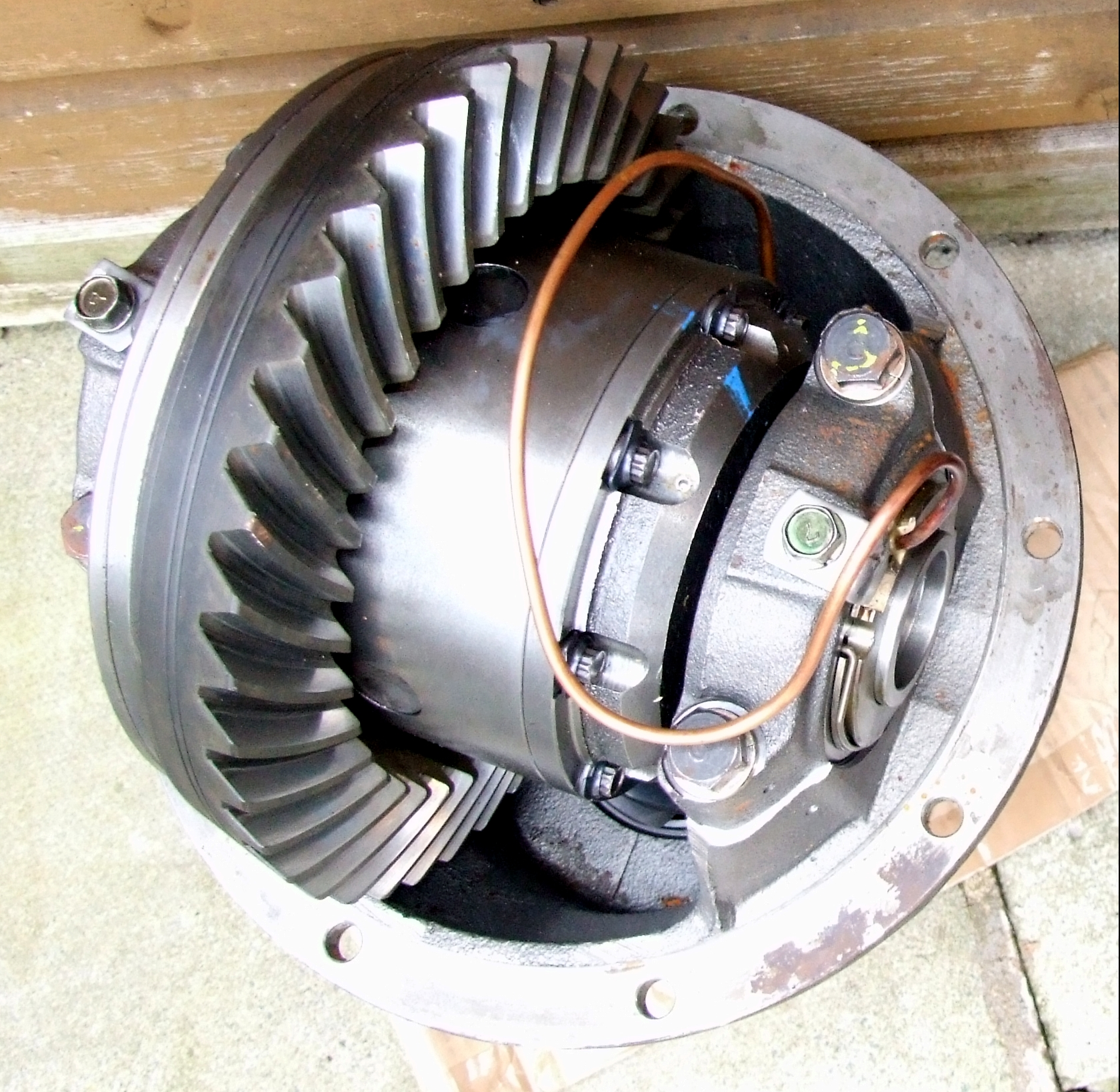
ARB製三菱・デリカL400 LWB用エアロッキングデフ

選択式デフロック（セレクタブル・デフロック、Selectable locker）とは、運転席から差動装置の開放・固定を任意に選択できるデフロックである。この形式は下記の多くの方式で実装される。
- 圧縮空気（空圧）
- エンジン吸気圧（バキューム圧、負圧）でダイアフラムを作動させるもの。
- Ox Locker[2]に代表される、ケーブル駆動。
- Eaton社のELocker[3]に代表される、電気式ソレノイドや電磁石を用いるもの。ただし、純正品でもこのような電動式が採用され始めており、日産自動車は日産・フロンティアや日産・エクステラのオプション品に電動選択式デフロックを採用し、2011年にはフォード・スーパーデューティー F-250やF-350 SRW 4WDモデルに390米ドルでオプション設定された。[4]
  - 長所 - 通常はオープンデフとして機能し、必要に応じて、または望まれた場合にのみデフロック状態を提供でき、ドライバビリティや操縦性が大きく改善されている。
  - 短所 - 構造が複雑となり、部品点数が増大する。いくつかの選択式デフロックは作動のために停車する必要がある。運転手にも地形を先読みする技術が必要となる。技量の劣る運転手が、必ずしも差動の固定が必要ない局面でデフロックを作動させて走行することで、駆動系統に多大なストレスを掛けることにも繋がる。

### スプール・デフ
オープンデフ内部のスパイダーギアはデフロックを実現するために溶接固定される場合がある。このような改造は、英語圏ではスプール・デフ(Spool Diff)やスプール・アクスル(Spool Axle)、ソリッド・デフ(Solid Diff)と呼ばれ、日本では単純に溶接デフロックなどとも呼ばれる。このような改造はデフロックやLSDが設定されていない車種で差動固定を行いたい場合や、ドラッグレースなどの機械式LSDでも強度が不足するほどの重負荷が掛かる用途、あるいは前輪駆動ベースの4WD車のフロントドライブシャフトを抜き取った上でセンターデフを固定してFR車として利用する場合などに限定的に用いられる。ただし、このような手法は溶接によって母材の金属組成が変化し、重負荷下で溶接箇所の破断などが発生するリスクが伴うため、本来は余り推奨はされていない方法である。
必ずしも溶接を利用するばかりではなく、オープンデフのスパイダーギアを除去して左右車軸を直結するソリッドブッシュに置き換える事で同様の効果が得られ、ラジコンカーのボール式差動装置(en:Ball differential)の差動固定にもこうした手法が多く用いられる。それは自動車においても強度的な信頼性に足るスプール・デフを構成する上で望ましい手法とされており、欧米ではこのようなソリッドブッシュとしてミニ・スプール(Mini spool)と呼ばれる部品が組み込まれる。これはオープンデフのケースをそのまま使用して内部部品のみを置き換えるという点が、前述のランチボックス・ロッカーと手法が類似している。また、オープンデフそのものを丸ごと単一の加工部品に置き換える場合もあり、このような部品はフル・スプール(Full spool)と呼ばれている。フル・スプールは差動を固定する方法としては最も強度の高い手法であるが、逆に言えばトルクを配分する機能を全く持たないため、駆動系統全体に大きな応力が常に掛かり続けることにも繋がる。

## 短所
オート・デフロックは標準的な差動装置のようにスムーズに動作しないため、しばしばタイヤの摩耗を増加させる場合がある。また、全てのオート・デフロックはコーナリング時に回転数の検知が行われ、この際に差動固定と固定解除に起因する大きな打撃音や騒音が発生しやすい。これは多くの運転手にとっては不快な要素となる。また、オート・デフロックは前車軸に装備される場合には特に車両の運動性能に大きな影響を与えやすい。左右車輪の空転とは別に、トレッド面に高い摩擦力が常に掛かり続けるため、前車軸のデフロックはアンダーステアを引き起こしやすく、操縦に必要な操舵力も大きくなりやすい。また、オート・デフロックは路面凍結時には却ってコントロールを失う要因となることもある。オープンデフの場合には凍結路で車輪が空転することでそれ以上駆動力が伝わらなくなるため、発進不能となることはあっても、走行中急激にコントロールを失うことはそれほど多くはない。しかし、オート・デフロックの場合には凍結路によって急激な差動の断続が発生する場合があり、これによってスピンなどの危険な挙動が誘発される場合がある。これは機械式LSDのように断続的に強力な差動制限が掛かる方式のLSDにも見られる欠点である。なお、選択式デフロックの場合には、このような欠点は必要に応じてオープンデフとしても機能する性質上、あえて言及されることは少ない。

## 代替品
差動制限装置(en:Limited slip differential)は、オープンデフとデフロックの中間でよりスムーズな動作をするための妥協点であると見なされている。LSDはオープンデフと比較してトラクションを確保するために必要なだけのトルク配分（差動制限）を行う。しかし、LSDはデフロックの様に100%の差動固定を行うことは構造上不可能である。
トラクションコントロールシステム(TCS)も、デフロックの代替手段として多くの近代的な車両で用いられている。一例を挙げるとフォルクスワーゲンは電子制御式デフロック(electronic differential lock、EDL)の名称でTCSを用いている。EDLは厳密にはデフロックではないが、各車輪で個別に動作するものである。センサーは各車輪の回転速度を100rpm単位で監視し、スリップなどの要因で車輪速度が乱れた場合に、瞬間的にその車輪にのみブレーキを掛けることで、他の全ての車輪に駆動力を分散させてそれ以上の空転を防ぐ。しかし、EDLオプションが装備されていない車両では従来通りのオープンデフとしてしか動作しない。このようなTCSはアンチロック・ブレーキ・システム(ABS)とも組み合わせることが可能であり、ブレーキング時に上記と同様の制御を行う場合がある。このようなシステムは日産・パスファインダーやランドローバー・ディフェンダー、ランドローバー・フリーランダーでも用いられている。

## 利用例
- レーシングカーは極端な高速走行時や急激な加速時のトラクション維持のために、デフロックを利用していることが多い。
- いくつかの実用車(en:Utility vehicle)、とりわけレッカー車、フォークリフト、トラクター、建設機械では柔らかい路面や泥濘路上でのトラクション確保のためにデフロックが利用される。農業機械や軍用車両でもデフロックが用いられることが多く、特にいくつかのトラクターでは必要に応じて差動を固定するためにオペレータの足下にかかとで踏むデフロックペダルが用意されていることがある。

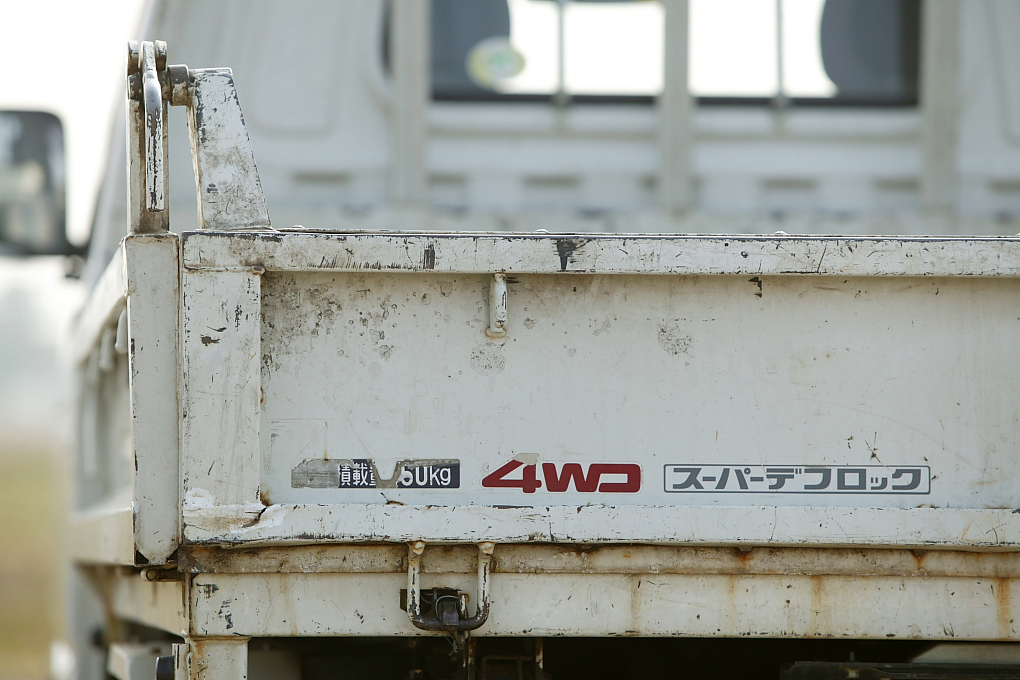
ダイハツ・ハイゼットのデフロック装備車デカール。日本の軽トラックでも特装ダンプ車や農業向けグレードにはこのようなデフロック装着車が散見される。

- 多種多様な路面を走行する四輪駆動車では、オフロード走行のうち泥濘地や緩んだ路面、岩場でのスタックを防ぐ目的でデフロックが装備される場合が多く、デフロックは激しいオフロードの走行には不可欠な装備であると見なされている。こうした車両のデフロックは前後車軸中間のセンターデフに装備される場合があり、前車軸、後車軸、センターデフの3箇所の任意の組み合わせで差動を固定することが可能であることも多い。
- デフロックは三菱・パジェロに代表されるノンユーティリティ・ビーグルの、アクスル・アーティキュレーション(Axle Articulation、en:Ramp travel index)[6]の相対的な不足を補うために利用されることがある。オフロード走行においてはアクスル・アーティキュレーションが出来るだけ多いことが、不整地での車輪の接地・接触を維持する上で望ましいが、それは同時に舗装路面においては高速走行時に過度の車体のロールを招く場合があり、ハンドリング性能の低下にも繋がる。このような舗装路面走行もある程度考慮した四輪駆動車は、しばしばハンドリングとアクスル・アーティキュレーションの双方を妥協する設計のサスペンションを有しており、アーティキュレーションが限られている場合には時として不整地では1輪を残して全ての車輪が宙に浮くスタックを引き起こす可能性がある。こうした場合、デフデバイスがない場合は全ての駆動力が宙に浮いた車輪へ伝わって空転してしまう。こうした事態に備えて片軸にデフロックが装備される場合が多く、1輪を残して全ての車輪が宙に浮くスタックを引き起こした場合、デフロック装備側の車軸の車輪を接地させることで、1輪だけでも駆動力を伝えてスタックを脱出することが可能となる。これによって独立懸架式サスペンションを採用した車種でもオフロードを問題なく走れるようになる。独立懸架サスを採用した三菱・パジェロなどの四駆車種が、高い不整地走破性能を持つのはこのためである。
- デフロックはLSDの代替として、ドリフト走行車両に用いられることがある。